# Epacris
Genre
Classification phylogénétique
Epacris est un genre de plantes à fleurs de la famille des Ericaceae comprenant de 35 à 40 espèces.
Le genre est originaire d'Australie (est et sud-est du Queensland, sud de la Tasmanie, ouest jusqu'au sud-est de l'Australie-Méridionale), de Nouvelle-Calédonie et de Nouvelle-Zélande.
La plupart de ces espèces sont des petits buissons de 0,2 à 1,5 m de haut avec quelques espèces plus grandes comme Epacris heteronema et Epacris microphylla pouvant atteindre 2,5 m de haut. On les trouve dans les sous-bois.
Epacris impressa est l'emblême floral de l'État de Victoria.

## Principales espèces

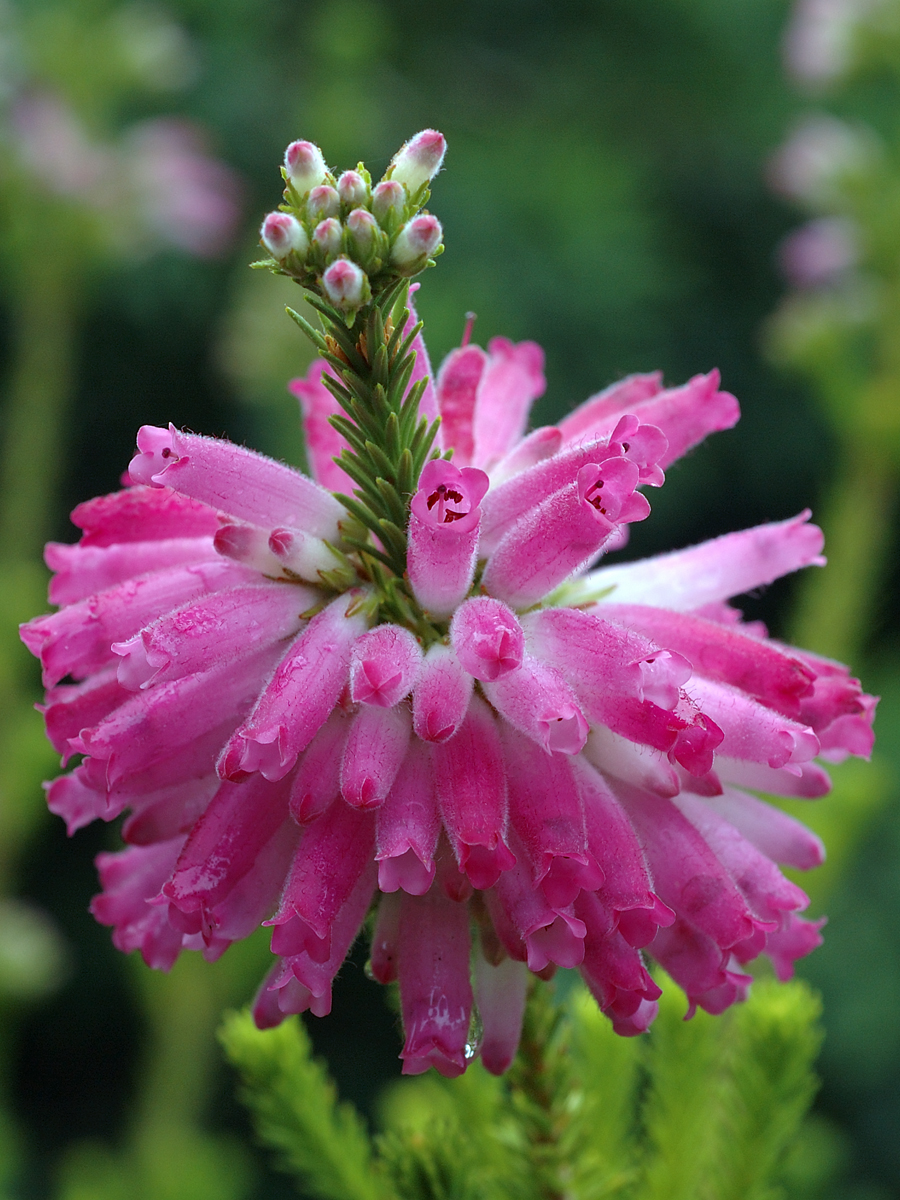
Epacris acuminata
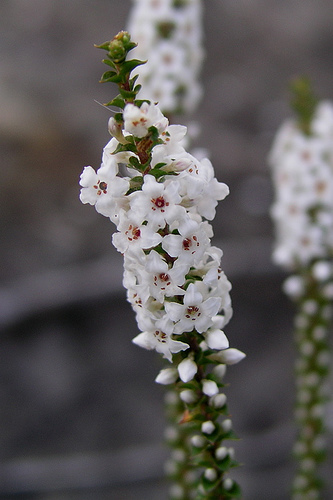
Epacris apsleyensis
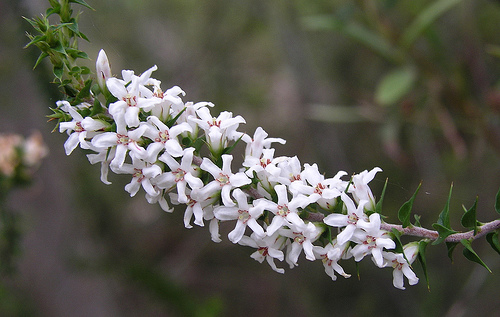
Epacris barbata
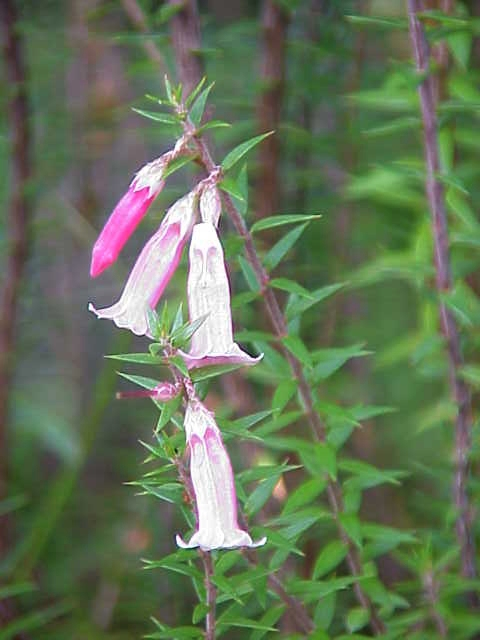
Fleurs

- Epacris breviflora
- Epacris exserta
- Epacris glabella
- Epacris heteronema
- Epacris impressa
- Epacris lanuginosa
- Epacris longiflora
- Epacris microphylla
- Epacris mucronulata
- Epacris obtusifolia
- Epacris paludosa
- Epacris pulchella
- Epacris purpurascens
- Epacris reclinata
- Epacris rigida
- Epacris serpyllifolia
- Epacris stuartii
- Epacris tasmanica
- Epacris virgata